# Ульрих Датский (1578—1624)
Принц Ульрих Иоганн Датский (дат. Ulrik af Danmark; 30 декабря 1578, дворец Коллингхус, Коллинг — 27 марта 1624, Рюн) — сын короля Дании Фредерика II и его супруги, Софии Мекленбург-Гюстров. Будучи вторым сыном, он получил лишь герцогский титул Гольштейна и Шлезвига и не имел права наследования королевского титула отца. С 1602 года владел титулом епископа Шлезвига, получая доходы от поместий и усадеб. Также унаследовал титул князя-епископа Шверина.

## Биография

### Ранние годы
Вскоре после рождения Ульриха король Фредерик II отправил его ко двору его деда по матери — герцога Ульриха Мекленбургского. В 1583 году 5-летний принц вернулся в Данию и был передан для обучения бывшему ректору школы в Роскилле М. П. Педерсену. В последующие годы Ульрих пребывал частично в замке Калунборг или в аббатстве Сорё, а также в сопровождении своих родителей разъезжал по Дании.
До своей смерти в 1588 году Фредерик II безуспешно пытался обеспечить своего второго сына владениями или должностями в пределах Священной Римской империи, такими как настоятель собора в Страсбурге или должность князя-епископа. Датская вдовствующая королева София Мекленбург-Гюстров, дочь герцога Ульриха Мекленбургского, правящего князя-епископа Шверина, считала этот титул хорошим средством к существованию для своего сына Ульриха.
Когда в 1590 году София и герцог Ульрих встретились в Вольфенбюттеле на свадьбе дочери Софии Елизаветы, Ульрих дал дочери обещание сделать Ульриха-младшего своим наследником. С этой целью герцог Ульрих объявил внука коадъютором, что, как правило, приравнивалось к неофициальному статусу наследника.
При этом 25 августа 1590 года София пообещала герцогу, что она согласится с отказом отца от соблюдения этого обещания, если во втором браке с Анной Померанской-Вольгаст у него родится сын. До тех пор, как подтвердил пробст Генрих фон дер Люэ, Ульрих-младший сохранял право наследования титула князя-епископа и получал соответствующее содержание из доходов епископства. София также добилась, чтобы Ульрих Мекленбургский взял на себя затраты на образование внука.
Шверинский двор был удовлетворен Ульрихом-младшим как наследником, так как этот факт позволял не опасаться датской экспансии, а также угроз со стороны других представителей Мекленбургской династии. В итоге каноники высказали свое мнение в пользу Ульриха Датского 1 сентября 1590 года.
Несмотря на то, что Ульрих Мекленбургский к тому времени уже пожалел о своем обещании в Вольфенбюттеле, 24 сентября 1590 года совет шверинских каноников решил избрать 12-летнего датского принца Ульриха наследником, но при условии подписания им избирательной капитуляции, согласно которой он отказывался от получения доходов с епископства, пока жив герцог Ульрих, а также был готов отказаться от своего статуса в случае рождения у герцога сына.
В 1590 году Ульрих начал свои путешествия по Европе и обучение за рубежом. Он впервые посетил свою тетю Елизавету и дядю Генриха Юлия Брауншвейг-Люнебургского, учился в университете Гельмштедта. Ульрих принял условия капитуляции, согласованные с его матерью. Из Гельмштедта он писал своему деду, что очень рад новостям о результатах выборов, уверяя, что он будет продолжать свое образование, чтобы его дед «пребывал в удовлетворении и радости».
Следующей задачей было получить императорского подтверждение статуса наследника Ульриха: поскольку Ульрих был лютеранином, согласие папы римского было невозможно получить. Ульрих Мекленбургский посоветовал дочери, что императорское согласие может быть достигнуто только путем взятки.
Ульрих-младший тем временем продолжил обучение в университете Ростока в 1593 году, а через два года перешел в Лейпцигский университет.
Закончивший обучение и достигший совершеннолетия Ульрих, обеспокоенный поиском средств к существованию, фактически взял на себя управление герцогством Гольштейн и Шлезвиг, совместно с престарелым дедом, однако это привело к сильной напряженности в отношениях между ним и его старшим братом, королем Дании Кристианом IV. В 1595 году Кристиан пригласил своего брата и деда в Нючёпингский замок, где они примирились. Ульрих присутствовал на коронации Кристиана в 1596 году, однако после неё снова покинул Данию. В следующем году он последовал за Кристианом IV в его поездке в Священную Римскую империю, а затем в путешествия во Францию и Англию.

### Путешествия в Англию и Шотландию
Весной 1598 года Ульрих Датский отправился из Англии в Шотландию инкогнито (не в качестве дипломата), чтобы встретиться со своей сестрой Анной, королевой Шотландии. Его пребывание включало поездку вокруг прибрежных городов Файф и Данди. Он также посетил крепость на скале Басс в сопровождении Уильяма Шоу, основателя шотландского масонства.
После того, как Анна стала королевой Англии, Ульрих приехал в Лондон в ноябре 1604 года. Согласно данным венецианского посла Николо Молина, он быстро стал врагом дипломатического сообщества, не проявляя обычной вежливости по отношению к послам и критикуя отношения Якова I и Испании. Герцог Ульрих (его дед скончался годом ранее) расстроил Молина в день Святого Иоанна 27 декабря 1604 года, когда сел на место венецианца на свадьбе Филиппа Герберта и Сьюзен де Вер.
В феврале 1605 года Ульрих отбыл из Лондона, чтобы посетить племянницу, принцессу Елизавету. В декабре и марте Ульрих сопровождал короля на охоту в Ройстон. В марте 1605 года он сразился на турнире с герцогом Ленноксом и был сбит с лошади. Ульрих также был крестным отцом на крестинах дочери Анны, принцессы Марии, Арабелла Стюарт была крестной матерью. 16 мая, в день Святого Георгия, Ульрих был провозглашен Рыцарем ордена Подвязки в Виндзорском замке. На Троицу, 19 мая, он присутствовал на церемонии воцерковления своей сестры, которая последовала за её беременностью.
Ульрих оставил Англию 1 июня. Было объявлено, что он собирается собрать солдат и воевать в Венгрии против турок, хотя Джон Чемберлен заявил по этому поводу, что солдаты не достигли бы многого, учитывая материальные затруднения герцога. Ульрих получил прощальный подарок в размере £ 4000. Посол Молин рассказал, что шестимесячный визит Ульриха обошелся королю Якову I в 80000 крон, при этом Ульрих тратил эти деньги, но постоянно был всем недоволен. Кроме того, Ульрих предложил королю своею компанию на пиру после охоты, и когда Яков не ответил, герцог понял, что пора уехжать.

### Избрание князем-епископом Шверина
Мать Ульриха София продолжала свои усилия по получению для него титула князя-епископа Шверина. В конце концов шверинские каноники, Ульрих, его брат Кристиан IV и дед Ульрих Мекленбургский подписали 19 февраля 1597 года капитуляцию, объявлявшую Ульриха князем-епископом Шверина при соблюдении следующих условий:
- Ульрих добьется императорского согласия за свой счет.
- Если Ульрих не получит согласия императора, Совет города сможет избрать другого правителя.
- Ульрих признавал, что не будет пытаться передать свой титул по наследству.
- При жизни Ульриха Мекленбургского Ульрих-младший будет только коадъютором.
- Ульрих предотвратит включение епископства в состав Датского королевства.
- Ульрих будет заботиться о пасторской службе и школьном образовании, обеспечит надлежащее управление юстицией.
- Ульрих гарантирует кормление по крайней мере двенадцати бедняков ежедневно на кухне князя-епископа в Бюцове.
- Ульрих будет поддерживать все замки и крепости в хорошей форме и защищать их в случае войны.
- Ульрих назначит двух стюардов, уполномоченных принимать решения в его отсутствие.
- Ульрих будет защищать церковь и Совет, их свободы и привилегии.
- Ульрих не будет вмешиваться в юрисдикцию Совета, прелатов.
- Ульрих будет проводить консультации во всех основных делах епископства с Советом и не будет взимать налоги без консультации с ним.
- Ульрих будет защищать границы епископства и не потерпит никакого отчуждения его территории.
- Совет сохранит свою печать.

### Князь-епископ Шверина
Когда Ульрих Мекленбургский умер 14 марта 1603 года без наследников мужского пола, Совет епископства направил письмо Ульриху Датскому с просьбой о его вступлении в должность князя-епископа. Командующий войсками епископства Ведиге фон Ляйстен взял замки, крепости и оружейную под стражу и опечатал личные комнаты умершего правителя. Представители жителей были созваны, чтобы присягнуть новому правителю.
27 марта Совет собрался в Бюцове, а на следующий день провост Иоахим фон Базевитц и вдовствующая королева София, которая тогда находилась в Гюстрове, устно договорились об организации похорон Ульриха I. В это время Ульрих Датский уже был на пути из Дании.
30 марта Ульрих написал из Копенгагена Карлу I, герцогу Мекленбург-Гюстровскому, преемнику Ульриха I в качестве герцога, что он получил известие о смерти деда и намерен 14 апреля присутствовать на его похоронах.
После того, как представители жителей князя-епископства высказали ему свое уважение, Ульрих принял титул «Ульриха, Божьей благодатью наследника Норвегии, герцога Шлезвиг-Гольштейнского, Штомарнского и Дитмаршского, князя-епископа Шверина, графа Ольденбурга и Дельменхорста». С тех пор он в основном проживал в резиденции князя-епископа в Бюцове. Тем не менее, он продолжал попытки получить достойный удел в Дании. Таким образом, в 1610 году — с помощью своей матери — он получил поместья в епископстве Свавстед и дополнительно сумму денег.
Правление Ульриха II в корне отличалось от правления его деда. В то время как дед, будучи правящим герцогом Мекленбурга, считал маленькое епископство Шверин в качестве «приложения» к своим основным владениям, его внук не имел других владений и стремился сохранить независимость епископства, насколько это было возможно.
С самого начала Ульрих II стремился освободить свое епископство от влияния сильного соседа — Мекленбурга. Он основал свой собственный двор в замке Бюцова и сформировал правительство епископства независимо от герцогства Мекленбург-Гюстров. Не позднее 1605 года он назначил д-ра Эразма Рёйтце — советника своего деда — канцлером. В 1605 году Ульрих II присоединился к силам императора Рудольфа II для того, чтобы принять участие в Долгой войне против турок. Прежде чем вернуться в Бюцов, Ульрих II оставался некоторое время при дворе сестры Анны, королевы Шотландии и Англии в 1605/1606 годах. В 1612 году Ульрих II выступил вместе с королем Кристианом во время Кальмарской войны.
Неясно, когда Ульрих II женился на Екатерине Хан-Хинрихсхаген (1598-после 1631), старшей дочери Отто II Хан-Хинрихсхагена и Бригиты фон Трота фон Крозиг унд Веттин.
27 марта 1624 года Ульрих II внезапно умер в своем поместье в Рюне. Его мать София, сестра Елизавета Вольфенбюттель, вдовствующая герцогиня Гольштейна и Шлезвига Августа, а также племянники Ульриха — Ульрих (будущий князь-епископ Ульрих III), Кристиан IV, Адольф Фридрих Мекленбургский присутствовали на похоронах Ульриха II в монастырской церкви в Бюцове 27 марта 1624 года.
16 декабря 1628 года, после того, как Валленштейн завоевал Мекленбург и Шверин, Кристиан IV дал приказ вывезти останки брата из города и захоронить в соборе Роскилле.